# فهرست فیلم‌های ایرانی سال ۱۳۹۲
فهرست فیلم‌های ایرانی سال ۱۳۹۲

## فهرست
| عنوان                            | کارگردان                  | نویسنده                             | بازیگران                                 |
| -------------------------------- | ------------------------- | ----------------------------------- | ---------------------------------------- |
| ۱۱                               | مسعود حاتمی               | مسعود حاتمی                         | لیلا زارع سعید حدادی                     |
| ۵۰ قدم آخر                       | کیومرث پوراحمد            | کیومرث پوراحمد حبیب احمدزاده        | بابک حمیدیان طناز طباطبایی               |
| آتش‌بس ۲                          | تهمینه میلانی             | تهمینه میلانی                       | بهرام رادان میترا حجار                   |
| آتیش‌بازی                         | بهمن گودرزی               | آرش قادری                           | امین حیایی الناز شاکردوست                |
| آرایش غلیظ                       | حمید نعمت‌الله             | حمید نعمت‌الله هادی مقدم‌دوست         | حامد بهداد طناز طباطبایی                 |
| آزادی مشروط                      | حسین مهکام                | حسین مهکام                          | رامبد جوان هنگامه قاضیانی                |
| آنچه مردان درباره زنان نمی‌دانند  | قربان محمدپور             | قربان محمدپور                       | محمدرضا شریفی‌نیا فاطمه گودرزی            |
| ارسال یک آگهی تسلیت برای روزنامه | ابراهیم ابراهیمیان        | سارا سلطانی                         | نازنین بیاتی صابر ابر                    |
| اشباح                            | داریوش مهرجویی            | داریوش مهرجویی                      | مهدی سلطانی سروستانی، مهتاب کرامتی       |
| افسونگر                          | حسین تبریزی               | حسین تبریزی                         | پژمان بازغی لیلا اوتادی                  |
| امروز                            | رضا میرکریمی              | رضا میرکریمی شادمهر راستین          | پرویز پرستویی سهیلا گلستانی              |
| انارهای نارس                     | مجیدرضا مصطفوی            | مجیدرضا مصطفوی                      | پژمان بازغی آناهیتا نعمتی                |
| اینجا همه‌چیز خوب است             | پوریا آذربایجانی          | پوریا آذربایجانی                    | مرضیه ولی پور پانته‌آ سیروس               |
| با دیگران                        | ناصر ضمیری                | ناصر ضمیری                          | حسین محجوب هنگامه قاضیانی                |
| بازگشت                           | علی قوی‌تن                 | علی قوی‌تن                           | علی قوی‌تن شهرزاد بختیاری                 |
| برف                              | مهدی رحمانی               | حسین مهکام مهدی رحمانی              | رویا تیموریان محمدرضا غفاری              |
| بلوک۹ خروجی۲                     | علیرضا امینی              | علیرضا امینی                        | پانته‌آ بهرام امیر جعفری                  |
| به من نگو قراضه                  | سید محسن یوسفی            | سید محسن یوسفی                      | جمشید مشایخی علیرضا خمسه                 |
| بیداری برای سه روز               | مسعود امینی تیرانی        | مسعود امینی تیرانی مسعود مددی       | پرویز پرستویی سهیلا گلستانی              |
| بیگانه                           | بهرام توکلی               | بهرام توکلی                         | مهناز افشار امیر جعفری                   |
| پاپ                              | احسان عبدی‌پور             |                                     |                                          |
| پات                              |                           |                                     |                                          |
| پانسیون دختران                   | مریم ابراهیم‌وند           | فرناز امینی مژده شبان               | ثریا قاسمی سودابه بیضایی سحر قریشی       |
| پایان خدمت                       | حمید زرگرنژاد             | بهروز افخمی                         | هدی زین‌العابدین امیر جدیدی               |
| پنج تا پنج                       | تارا اوتادی               | ماهان حیدری                         | رضا کیانیان علی‌اصغر شهبازی               |
| پنج ستاره                        | مهشید افشارزاده           | علی‌اکبر قاضی‌نظام                    | شهاب حسینی دیبا زاهدی سحر قریشی          |
| تراژدی                           | آزیتا موگویی              | رضا کریمی                           | مهدی هاشمی بهرام رادان رؤیا نونهالی      |
| تمشک                             | سامان سالور               | سامان سالور                         | نیکی کریمی مهدی پاکدل سمیرا حسن‌پور       |
| تنها در چند دقیقه سکوت           | بهاره صادقی جم            | بهاره صادقی جم                      | کوروش تهامی بابک حمیدیان                 |
| تولدت مبارک                      | سمیه زارعی نژاد           | سمیه زارعی نژاد                     | محمدرضا فروتن اکبر عبدی                  |
| جینگو                            | تورج اصلانی               | تورج اصلانی                         | هنگامه قاضیانی مهدی قوچانی               |
| چ                                | ابراهیم حاتمی‌کیا          | ابراهیم حاتمی‌کیا                    | فریبرز عرب‌نیا بابک حمیدیان مریلا زارعی   |
| چرک‌نویس                          | علی جناب                  | زامیاد سعدوندیان                    | حامد بهداد شبنم درویش                    |
| چند متر مکعب عشق                 | جمشید محمودی              | جمشید محمودی                        | ساعد سهیلی حسیبا ابراهیمی                |
| حراج                             | حسین شهابی                | حسین شهابی                          | فریبا خادمی نسیم ادبی                    |
| حق سکوت                          | محمدهادی نائیجی           | محمدهادی نائیجی                     | حسام محمودی هوتن شکیبا شیرین اسماعیلی    |
| خانوم                            | تینا پاکروان              | تینا پاکروان                        | امین حیایی شقایق فراهانی سیامک انصاری    |
| خانه‌ای کنار ابرها                | سید جلال دهقانی اشکذری    | سید جلال دهقانی اشکذری              | هدایت هاشمی حامد کمیلی                   |
| خط ویژه                          | مصطفی کیایی               | مصطفی کیایی                         | مصطفی زمانی هانیه توسلی هومن سیدی        |
| خواب‌زده‌ها                        | فریدون جیرانی             | رحمان سیفی آزاد                     | فرهاد اصلانی اکبر عبدی ساره بیات         |
| در پناه بلوط                     |                           |                                     |                                          |
| در دنیای تو ساعت چند است؟        | صفی یزدانیان              | صفی یزدانیان                        | لیلا حاتمی علی مصفا زهرا حاتمی           |
| دست‌نوشته‌ها نمی‌سوزند              | محمد رسول‌اف               | محمد رسول‌اف                         |                                          |
| دلم می‌خواد                       | بهمن فرمان‌آرا             | امید سهرابی                         | رضا کیانیان محمدرضا گلزار مهناز افشار    |
| دو ساعت بعد مهرآباد              | علیرضا فرید               | علیرضا فرید                         | اندیشه فولادوند پژمان بازغی              |
| رد کارپت                         | رضا عطاران                | رضا عطاران                          | رضا عطاران جمال هاشمی                    |
| رستم و سهراب                     |                           |                                     |                                          |
| رنج و سرمستی                     | جهانگیر الماسی            | جهانگیر الماسی                      | ماه‌چهره خلیلی شهرام پوراسد               |
| روزگاری عشق و خیانت              | داوود بیدل                | روح الله شمقدری داوود بیدل          | شهرزاد کمال‌زاده میلاد کی‌مرام             |
| روی زیرزمین                      |                           |                                     |                                          |
| زمستان آخر                       | سالم صلواتی               |                                     |                                          |
| زندگی جای دیگری است              | منوچهر هادی               | منوچهر هادی بابک کایدان پدرام کریمی | حامد بهداد نیکی کریمی یکتا ناصر          |
| ساکن طبقه وسط                    | شهاب حسینی                | محمدهادی کریمی                      | شهاب حسینی فرهاد اصلانی ساره بیات        |
| سایه‌روشن                         | فرزاد مؤتمن               | امیر افشار                          | محمدرضا فروتن شقایق فراهانی              |
| سه ماهی                          | حمیدرضا قربانی            | نیلوفر محلوجی                       | هانیه توسلی علیرضا کمالی رؤیا افشار      |
| شاه جهان                         | حسن نقاشی                 |                                     |                                          |
| شب بیرون                         | کاوه سجادی حسینی          | کاوه سجادی حسینی                    | سهیلا گلستانی هوتن شکیبا حسام محمودی     |
| شهابی از جنس نور                 | محمدرضا اسلاملو           | محمدرضا اسلاملو                     | امین زندگانی                             |
| شیار ۱۴۳                         | نرگس آبیار                | نرگس آبیار                          | مریلا زارعی مهران احمدی گلاره عباسی      |
| شیر یا خط                        | فرشاد ارج                 | فرشاد ارج                           | علی صادقی سحر قریشی                      |
| شیفتگی                           | علی زمانی عصمتی           | علی زمانی عصمتی                     | رؤیا تیموریان افسانه چهره‌آزاد لیلا زارع  |
| طبقه هساث                        | کمال تبریزی               | پیمان قاسم‌خانی                      | رضا عطاران بهاره رهنما                   |
| عاشق‌ها ایستاده می‌میرند           | شهرام مسلخی               | شهرام مسلخی فرهاد طب‌نوری            | پوریا پورسرخ لعیا زنگنه سروش صحت         |
| عصبانی نیستم!                    | رضا درمیشیان              | رضا درمیشیان                        | باران کوثری نوید محمدزاده                |
| فردا                             | مهدی پاکدل ایمان افشاریان | مهدی پاکدل ایمان افشاریان           | ستاره اسکندری صادق صفایی                 |
| فرشته‌ها با هم می‌آیند             | حامد محمدی                | حامد محمدی                          | جواد عزتی نازنین بیاتی                   |
| فصل فراموشی فریبا                | عباس رافعی                | علی اصغری                           | ساره بیات امین زندگانی                   |
| فی‌فی از خوشحالی زوزه می‌کشد       | میترا فراهانی             |                                     |                                          |
| کالسکه                           | آرش معیریان               | آرش اسد                             | دانیال عبادی سارا منجزی                  |
| کلاشینکف                         | سعید سهیلی                | مهدی محمدنژادیان سعید سهیلی         | رضا عطاران ساعد سهیلی                    |
| کلاه تو کلاه                     | هادی رحیمی خواص           | بیژن قدوسی                          | مهران رجبی، قدرت‌الله ایزدی، خشایار راد   |
| گذشته                            | اصغر فرهادی               | اصغر فرهادی                         | برنیس بژو، طاهر رحیم، علی مصفابابک کریمی |
| گنجشکک اشی‌مشی                    | وحید نیکخواه‌آزاد          | وحید نیکخواه آزاد                   | حسن پورشیرازی فاطمه گودرزی               |
| لاله                             | اسدالله نیک‌نژاد           | اسدالله نیک‌نژاد                     | سام قریبیان ایرج نوذری نیکی کریمی        |
| لامپ ۱۰۰                         | سعید آقاخانی              | سعید آقاخانی                        | محسن تنابنده ساره بیات                   |
| لعنتی خنده‌دار                    | بیژن شیرمرز               | بیژن شیرمرز                         | شهرام قائدی سمانه پاکدل                  |
| ماهی و گربه                      | شهرام مکری                | شهرام مکری                          | عبد آبست پدرام شریفی بابک کریمی          |
| متروپل                           | مسعود کیمیایی             | مسعود کیمیایی عبدالرضا منجزی        | محمدرضا فروتن پولاد کیمیایی مهناز افشار  |
| مثلث واژگون                      | حسین رجبیان               | حسین رجبیان                         |                                          |
| مردن به وقت شهریور               | هاتف علیمردانی            | هاتف علیمردانی                      | فرهاد اصلانی هانیه توسلی نازنین بیاتی    |
| معراجی‌ها                         | مسعود ده‌نمکی              | مسعود ده‌نمکی                        | اکبر عبدی سید جواد هاشمی                 |
| ملبورن                           | نیما جاویدی               | نیما جاویدی                         | پیمان معادی                              |
| ناخواسته                         | برزو نیک‌نژاد              | برزو نیک‌نژاد                        | مهرداد صدیقیان الناز حبیبی               |
| نازنین                           | مهدی گلستانه              | حسن انصاریان                        | پژمان بازغی امیرحسین آرمان               |
| نامه‌ای برای آفتاب                |                           |                                     |                                          |
| نقش نگار                         | علی عطشانی                | مهران کاشانی                        | آتیلا پسیانی گوهر خیراندیش بهرام رادان   |
| هیس! دخترها فریاد نمی‌زنند        | پوران درخشنده             | پوران درخشنده                       | طناز طباطبایی                            |
| هیلانه                           | شهرام مسلخی               | شهرام مسلخی                         | شهرام حقیقت‌دوست سحر قریشی                |
| یاسین                            | حامد امرایی               | ناصر هاشم زاده امیر عربی            | حمید فرخ‌نژاد پریوش نظریه                 |
| یاور                             | علی شاه‌حاتمی              | علی شاه‌حاتمی                        | محمد کاسبی فریبا کوثری                   |